# Edoardo Nevola

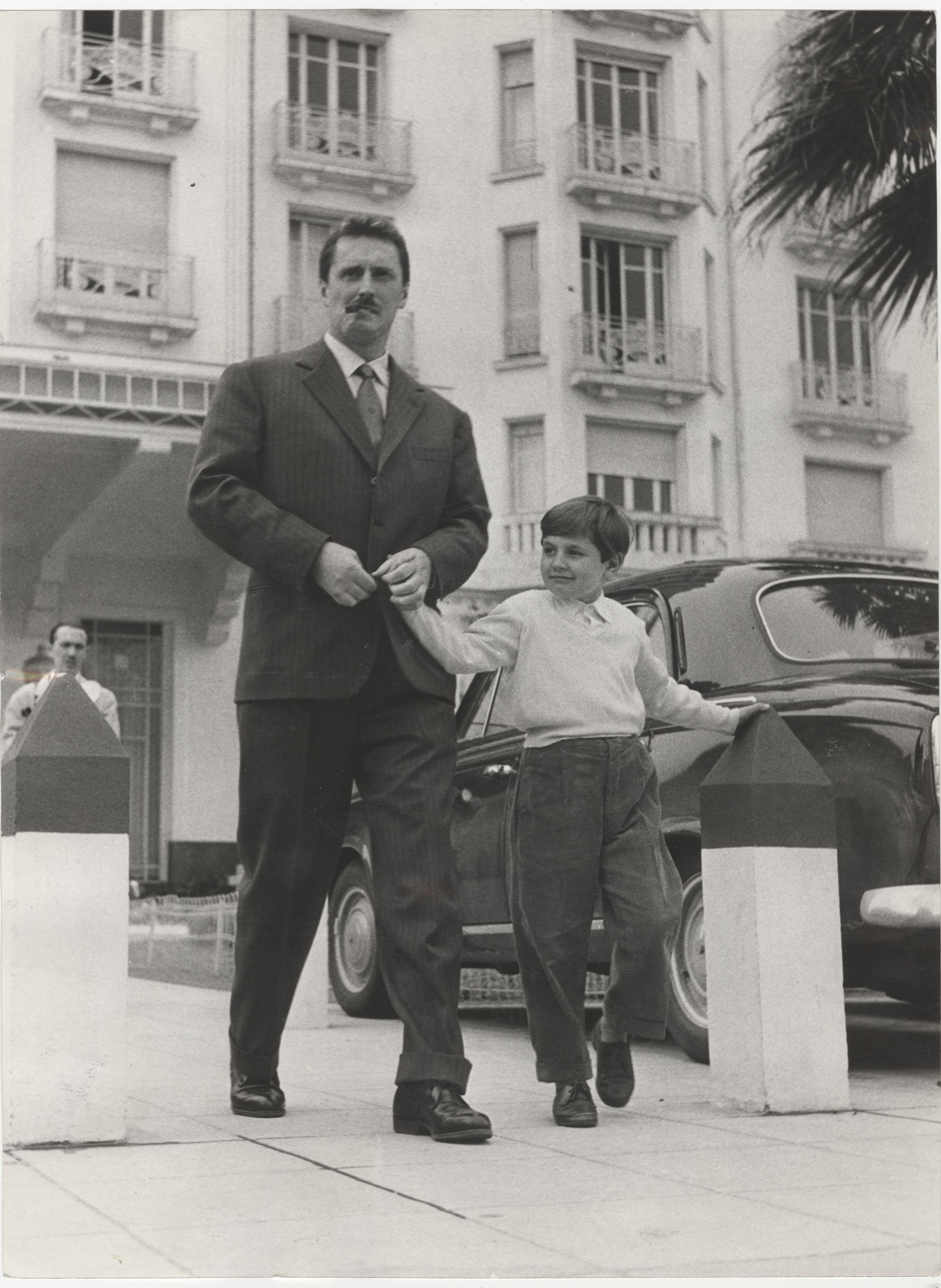
Edoardo Nevola e Pietro Germi all'uscita dell'Hotel Martinez a Cannes in occasione della 12ª edizione del Festival Cinematografico di Cannes del 1959

Edoardo Nevola, all'anagrafe Edoardo Jokaris (Roma, 23 febbraio 1948), è un attore e doppiatore italiano.

## Biografia

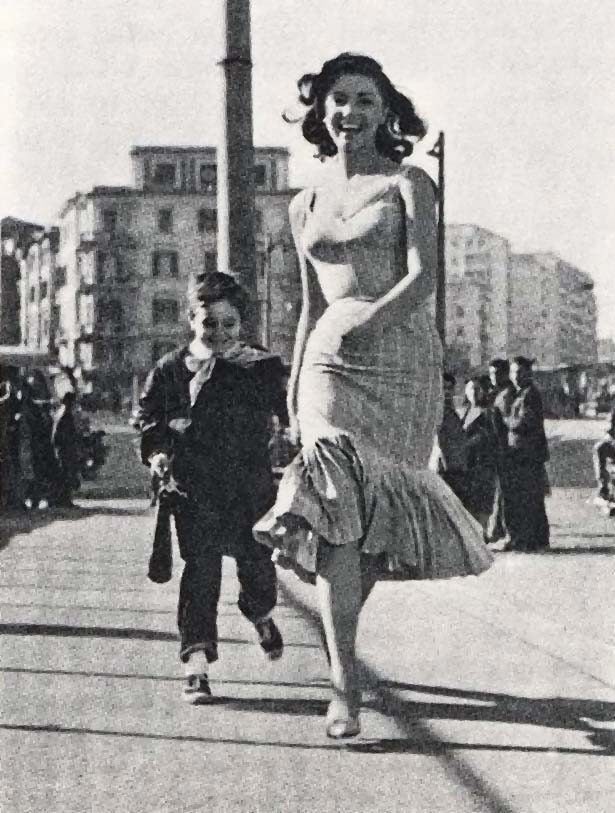
Edoardo Nevola con Sylva Koscina nel film Il ferroviere (1956)

Dal 1954 al 1965, Edoardo Nevola è uno degli attori bambini più popolari del cinema italiano con oltre una quindicina di film, spesso in ruoli di primo piano.
È noto soprattutto per aver interpretato nel 1956 il personaggio di Sandrino, il figlio del macchinista, nel film Il ferroviere di Pietro Germi, e nel 1964 Gavroche, lo sfortunato figlio dei locandieri Thénardier, nello sceneggiato diretto da Sandro Bolchi, I miserabili. Sempre del 1964 l‘importante ruolo di Tito Barozzo nello sceneggiato televisivo RAI  Il giornalino di Gian Burrasca, il collegiale che diventa amico fidato del protagonista.
Da adulto, come musicista e attore, ha lavorato con Renato Zero, Giorgio Albertazzi, Loredana Bertè, Giancarlo Giannini, Carlo Reali, Roberto Bonanni.
In Un volo al centro del cuore ha alternato monologhi e brani musicali.
Nel doppiaggio ha prestato la voce a Will Smith nella serie Willy, il principe di Bel-Air, per la quale ha adattato in italiano la sigla firmando il testo con Rossella Izzo e realizzato alcune canzoni. In una dialoga con Myriam Catania, che nella serie presta voce a Tatyana Ali nel ruolo di Ashley Banks, cugina del protagonista. Ha doppiato: Hal Delrich (Richard DeManincor) ne La casa, Angel David ne Il corvo, Austin Pendleton in A Beautiful Mind, Kevin J. O'Connor in La mummia e Martin Short in Un semplice desiderio. Inoltre ha doppiato Ed in Ed, Edd & Eddy, Tornado Kid in Tornado Kid e Sonnacchia e Cilindro in Cuccioli.
Come cantante ha partecipato alla prima opera rock italiana, Orfeo 9 di Tito Schipa Jr..
Alla fine degli anni settanta ha utilizzato lo pseudonimo Yo Yokaris per la propria carriera da cantante solista, prodotto da Renato Zero.
Tra il 1996 e il 1997 ha partecipato, nella parte di don Andrea, alla serie televisiva Caro maestro diretta da Rossella Izzo con Marco Columbro ed Elena Sofia Ricci nella parte dei protagonisti.
Nel 1998 ha dato voce al pappagallo Paulie, nel film Paulie - Il pappagallo che parlava troppo (doppiato in originale dall'attore Jay Mohr).
Nel 2014 riceve il premio "Leggio d'oro voce telefilm cult" per Willy, il principe di Bel-Air.
Nel 2019 si ritira dal doppiaggio, dedicandosi alla composizione musicale con numerosi brani e la progettazione di musical.

## Filmografia

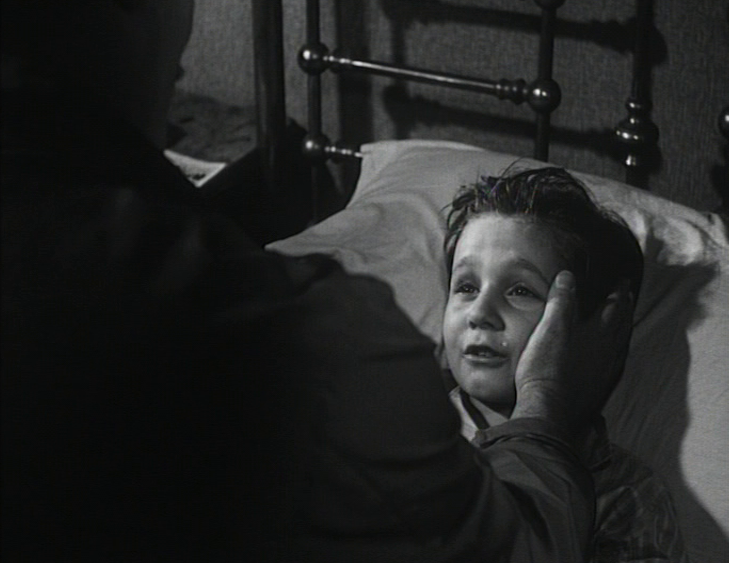
Edoardo Nevola nel film L'uomo di paglia (1958)

### Attore
- Lacrime d'amore, regia di Pino Mercanti (1954)
- Il ferroviere, regia di Pietro Germi (1956)
- Guardia, guardia scelta, brigadiere e maresciallo, regia di Mauro Bolognini (1956)
- Cocco di mamma, regia di Mauro Morassi (1957)
- L'uomo di paglia, regia di Pietro Germi (1958)
- Il maestro..., regia di Aldo Fabrizi (1958)
- L'amore più bello - L'uomo dai calzoni corti, regia di Glauco Pellegrini (1958)
- Sogno a Venezia, regia di Nino Zucchelli (1958)
- La cento chilometri, regia di Giulio Petroni (1959)
- Il mondo nella mia tasca (An einem freitag um halb zwölf), regia di Alvin Rakoff (1961)
- Il gladiatore invincibile, regia di Antonio Momplet (1961)
- Un marito in condominio, regia di Angelo Dorigo (1963)
- I miserabili, regia di Sandro Bolchi (1964)
- Ettore lo fusto, regia di Enzo G. Castellari (1972)
- Orfeo 9, regia di Tito Schipa Jr. (1973)
- Caro maestro, regia di Rossella Izzo - serie TV (1996-1997)

## Televisione
Per la Rai è apparso negli sceneggiati:
- Prima di cena di Victor Rozov, regia di Anton Giulio Majano, Programma nazionale, 19 agosto 1963.
- Il giornalino di Gian Burrasca  di Vamba, regia di Lina Wertmüller, Programma nazionale, 1964.

## Discografia

### Singoli
- 1979 - Il mago delle nuvole/Io donna (split con Farida)
- 1980 - Il mago delle nuvole/Il tempo

## Doppiaggio

### Serie televisive
- Will Smith in Willy, il principe di Bel-Air
- Alimi Ballard in Sabrina, vita da strega
- Thomas Gibson in Chicago Hospital - In corsa per la vita
- Nicholas Turturro in NYPD - New York Police Department
- Hugh O'Connor in L'ispettore Tibbs
- Billie Worley in Ultime dal cielo
- Michael DeLuise in SeaQuest - Odissea negli abissi
- Paul McCrane e Peter Scolari in Dalla Terra alla Luna
- Kevin Pollak in Una mamma quasi perfetta

### Telenovelas
- Fabián Gianola in La forza dell'amore
- Squealer in La fattoria degli animali
- Genio della lampada in Le mille e una notte

### Film
- Steve Buscemi in Pulp Fiction, Bionda naturale
- Paul Reubens in Pee-wee's Big Adventure, Mystery Men
- Gilbert Gottfried in Piccola peste, Piccola peste torna a far danni, Piccola peste si innamora (ridoppiaggio)
- Grant Heslov in Il Re Scorpione, Congo
- Will Smith in Made in America
- Kevin J. O'Connor in La Mummia
- Lillo Brancato Jr. in Mezzo professore tra i marines
- David Arquette in L'insaziabile
- Wayne Knight in Rat Race
- Ethan Phillips in I maledetti di Broadway
- Paul McCrane in Le ali della libertà
- Dermot Mulroney in Young Guns - Giovani pistole
- Ewen Bremner in Snowpiercer
- Philip Seymour Hoffman in La vita a modo mio
- Hugh Bonneville in Blow Dry
- James Frain in Loch Ness
- Wendell Wellman in Sommersby
- Darrell Larson in La prossima vittima
- Eric Idle in E ora qualcosa di completamente diverso
- Gerry Skilton in Mr. Crocodile Dundee 3
- Steven Weber in A prima vista
- Brian Tarantina in Io e zio Buck
- Angel David in Il corvo - The Crow
- Brian McCardie in Rob Roy
- Juan Fernández in Mr. Crocodile Dundee 2
- David Alan Grier in La mia flotta privata
- Vincent Castellanos in Il corvo 2
- Jacob Vargas in Get Shorty
- Mark Linn-Baker in Rumori fuori scena
- Jim True-Frost in Mister Hula Hoop
- Jonathan Scott-Taylor in La maledizione di Damien
- Hal Delrich in La casa
- David Sherrill in Il replicante
- Eanna MacLiam in Le ceneri di Angela
- Steve Sweeney in Lock & Stock - Pazzi scatenati
- Jean-Pierre Gos in Vidocq - La maschera senza volto
- Ali Abbas Bayer in La meravigliosa favola di Biancaneve
- Giorgio Roncaglia in La circostanza
- Adam Sandler in Airheads - Una band da lanciare
- Clarence Gilyard Jr. in Karate Kid II - La storia continua...
- Chris Sarandon in Quel pomeriggio di un giorno da cani
- Lonny Price in Dirty Dancing - Balli proibiti
- Austin Pendleton in A Beautiful Mind
- Chris Rock in New Jack City
- Doug Spinuzza in Era mio padre
- Verne Troyer in Parnassus - L'uomo che voleva ingannare il diavolo
- Martin Short in Un semplice desiderio
- Courtney Gains in Tutta colpa dell'amore
- Nicholas Sadler in Rivelazioni
- Stephen Furst in Animal House (scene ridoppiate)

### Film d'animazione
- Scrappy-Doo in Scooby-Doo
- Batty Koda in FernGully - Le avventure di Zak e Crysta
- Sig. Caliche in Wallace & Gromit - La maledizione del coniglio mannaro
- Ivan in Curioso come George
- Paulie in Paulie - Il pappagallo che parlava troppo
- Icarus in Piccolo Nemo - Avventure nel mondo dei sogni
- De Castor in Winnie the Pooh: Tempo di regali, Buon anno con Winnie the Pooh
- Schroeder in Snoopy cane contestatore
- Caposquadra in Hotel Transylvania
- Cilindro in Cuccioli - Il codice di Marco Polo, Cuccioli - Il paese del vento e Mini Cuccioli - le quattro stagioni
- Martin in Il segreto di NIMH 2 - Timmy alla riscossa

### Cartoni animati
- Vanvar in I magotti e la pentola magica
- Topper in Otto il rinoceronte
- Ed in Ed, Edd & Eddy
- Bobby in Spawn
- Tornado Kid in Tornado Kid e Sonnacchia
- Ghiottoncello e Bingo Rock in Sesamo apriti
- Duane in Kissyfur
- Svampito in Lavender Castle
- Giornalista in Rocky Joe, il campione
- Sid in I dinosauri
- Cilindro in Cuccioli
- Yokai Maomoling in Ranma ½
- Re Nipper in Shinzo
- Panchito Pistoles in House of Mouse - Il Topoclub